# 謝爾頓·蕭華
謝爾頓·蕭華（英語：Sheldon Silver；1944年2月13日—2022年1月24日）是一名美國政治人物，曾任紐約州眾議院議長。

## 貪腐案
在2015年，他因收受非法政治獻金和敲詐，而被法院以「敲詐罪」和「公職人員受賄罪」等7項罪名成立，判監12年。

## 外部連結
- Sheldon Silver's New York State Assembly Page (archived)
- Shelly Silver's non-governmental website
- United States of America v. Sheldon Silver (criminal complaint)（页面存档备份，存于）
- C-SPAN內的頁面（英文）